# 七星如意輪秘密要経
七星如意輪祕密要經（しちせいにょいりんひみつようきょう）は、不空の譯出とされる経典で、如意輪観音が北斗七星の本命星に持つ影響力を説いた経典である。